# Srpsko-hrvatska Napredna Organizacija

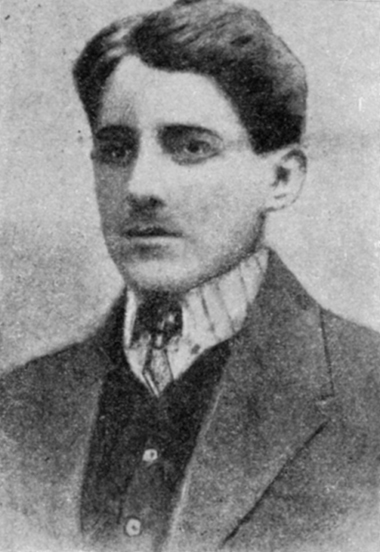
Gavrilo Princip

Srpsko-hrvatska Napredna Organizacija, kyrilliska Српско-xрватска Напредна Организација (svenska:Serbokroatiska progressiva organisationen), var en revolutionär och litterär ungdomsorganisation officiellt grundad 1911 i Sarajevo av Ivo Andrić, Lazar Djukić, Gavrilo Princip, Sadija Nikić, Trifko Grabež, Ivo Kranjčević, Ibro Fazinović och Josip Brinjanin, med Ivo Andrić som ordförande. Srpsko-hrvatska Napredna Organizacija var en av många liknande studentrörelser i det av Österrike-Ungern kontrollerade Bosnien och Hercegovina, vilkas mål var att genom revolution befria landet från Österrike och skapa en jugoslavisk stat genom att förena Bosnien och Hercegovina, Serbien, Kroatien, Montenegro och Slovenien.
Organisationen var en del av Unga Bosnien, ett samlingsnamn för dessa mindre sällskap. 
Ordföranden Ivo Andrić blev senare författare och fick Nobelpriset i litteratur 1961. Gavrilo Princip är känd för att i revolutionära syften ha skjutit ärkehertig Frans Ferdinand av Österrike-Ungern i Sarajevo 1914.